# Santo Domingo (Unión Juárez)
Santo Domingo es una localidad del estado mexicano de Chiapas. Es parte del municipio de Unión Juárez.

## Toponimia
El nombre de la localidad hace referencia al santo patrono de la localidad: Domingo de Guzmán.

## Demografía
| Gráfica de evolución demográfica |
|                                  |

| Censo | Población |
| ----- | --------- |
| 1900  | 589       |
| 1910  | 350       |
| 1921  | 663       |
| 1930  | 468       |
| 1940  | 702       |
| 1950  | 1 134     |
| 1960  | 1 961     |
| 1970  | 2 037     |
| 1980  | 2 986     |
| 1990  | 3 445     |
| 2000  | 3 512     |
| 2010  | 3 796     |
| 2020  | 4 334     |